# Ed Sanders (Boxer)
Ed Sanders (* 30. März 1930 als Hayes Edward Sanders in Los Angeles, Kalifornien; † 14. Dezember 1954 in Boston, Massachusetts) war ein US-amerikanischer Boxer.

## Amateurkarriere
Er gewann 1952 im Finale der Olympischen Spiele in Helsinki gegen Ingemar Johansson die Goldmedaille. Johansson wurde in dem Kampf wegen Inaktivität vom Ringrichter disqualifiziert.

## Profikarriere
1954 wurde Sanders Profi und schnell gegen erfahrene Gegner gestellt. Bereits seinen vierten Kampf verlor er jedoch nach Punkten gegen Willie Wilson.
Nachdem er den Rückkampf gewinnen konnte, trat er am 11. Dezember 1954 gegen Willie James an. Er verlor durch KO in der elften Runde und wurde, bewusstlos, sofort in ein Krankenhaus eingeliefert, wo er 18 Stunden später an einem subduralen Hämatom starb. Er wurde 24 Jahre alt.